# De Spektator
De Spektator was een negentiende-eeuws literair tijdschrift, aanvankelijk vooral aan het toneel gewijd, later breder van opzet. In 1843 werd De Spektator van tooneel, koncerten en tentoonstellingen opgericht. Het blad heette van 1844 tot 1847 kortweg De Spektator en van 1847 tot het einde in 1850 De Spektator: kritiesch en historiesch Kunstblad.
De bekendste medewerker van het blad was J.A. Alberdingk Thijm, vanaf 1847 ook hoofdredacteur.
Onder zijn aanvankelijke titel bracht het blad veel toneelkritieken, totdat Thijm op straat werd bedreigd door een lid van het “tooneelkanalje”. Daarop stelde hij zijn mederedacteur, S.J. van den Berg, voor het blad meer op schone letteren, beeldende kunst en muziek te richten en tegelijk de titel in te korten. (De spelling met een -k- was bedoeld om op te vallen.) Het blad kwam daarmee op het terrein van De Gids, maar aanvaringen tussen beide bladen zijn niet fel geworden. Wel verdedigde Thijm zijn eigen romantische poëzie-opvatting tegenover het andere blad.
De tweede naamsverandering van De Spektator vond plaats bij de fusie met een ander blad in 1847.